# Gare de Noailles
Pour les articles homonymes, voir Gare de Noailles (homonymie) et Gare de l'Est.
La gare de Noailles ou gare de l'Est est une station de tramway et de métro du 1er arrondissement de Marseille. Elle est desservie par la ligne 2 du métro et la ligne 1 du tramway. Elle est en correspondance avec l'arrêt Canebière-Garibaldi de la ligne 2 du tramway.
La gare, construite à la fin du XIXe siècle, se situe dans le quartier de Noailles, à proximité de la Canebière, du lycée Thiers et du marché des Capucins. Elle a été jusque dans les années 1960 le terminus principal des lignes de l'ancien tramway de Marseille desservant l'Est de l'agglomération.

## Histoire

### Ancien tramway

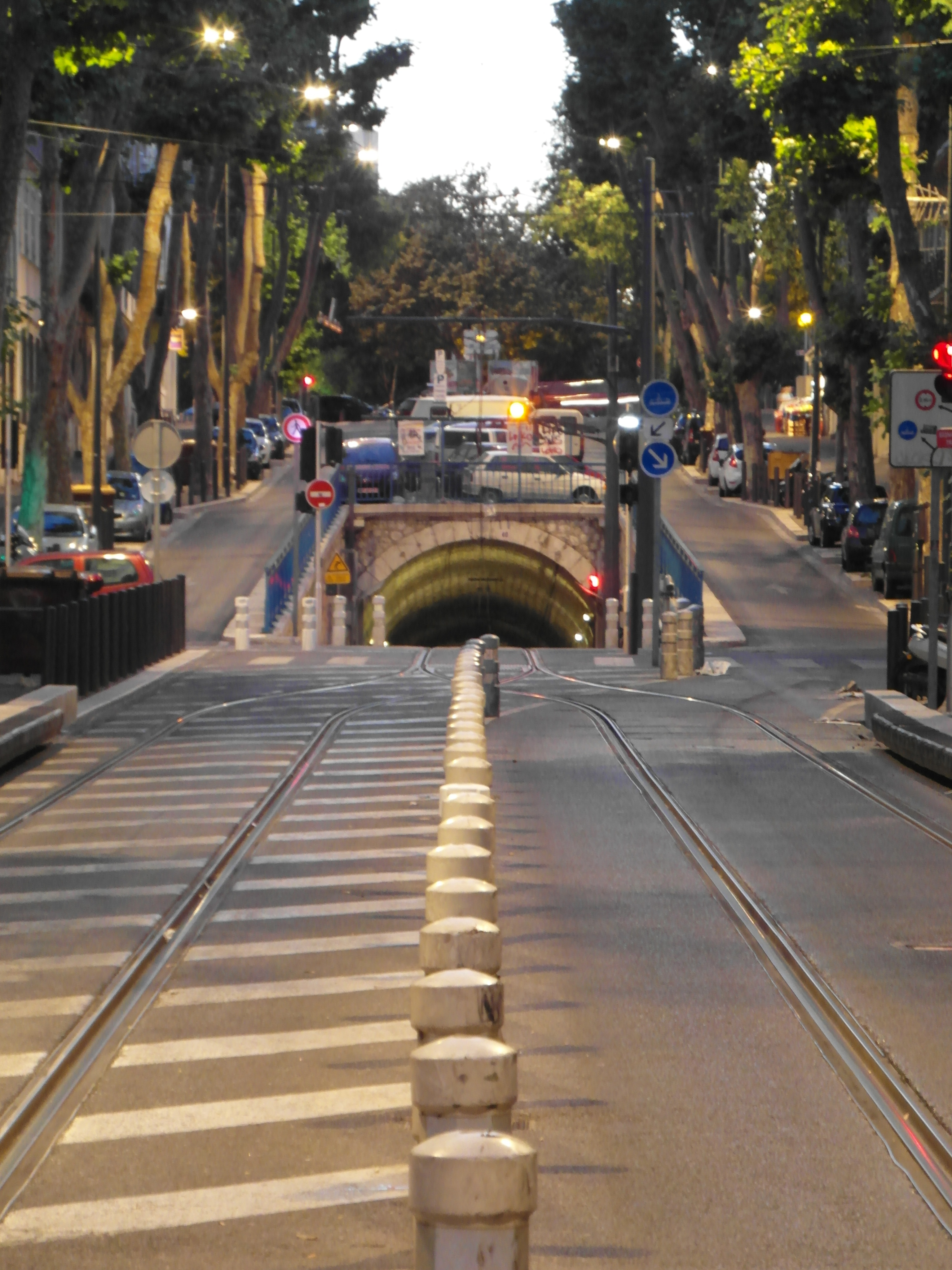
Le débouché du tunnel sur le boulevard Chave, modernisé et toujours en service.

À la fin du XIXe siècle, le tramway marseillais s'étend loin dans les faubourgs. La desserte d'Aubagne, situé à plus de 15 km du centre-ville, nécessite la percée d'un tunnel afin de franchir la Plaine. Long de 800 m, il est achevé en 1893.
En 1914, la gare de Noailles est le terminus des lignes 12 vers Les Camoins, 13 vers La Valentine, 14 vers La Pomme, 40 vers Aubagne et 68 vers Saint-Pierre. En 1939, après le remaniement du réseau par la Compagnie générale française de tramways (CGFT), elle est desservie par les lignes 12 vers Les Camoins, 12 vers La Valentine, 14 vers La Pomme, 39 vers La Penne sur Huveaune, 40 vers Aubagne et 68 vers Saint-Pierre. 

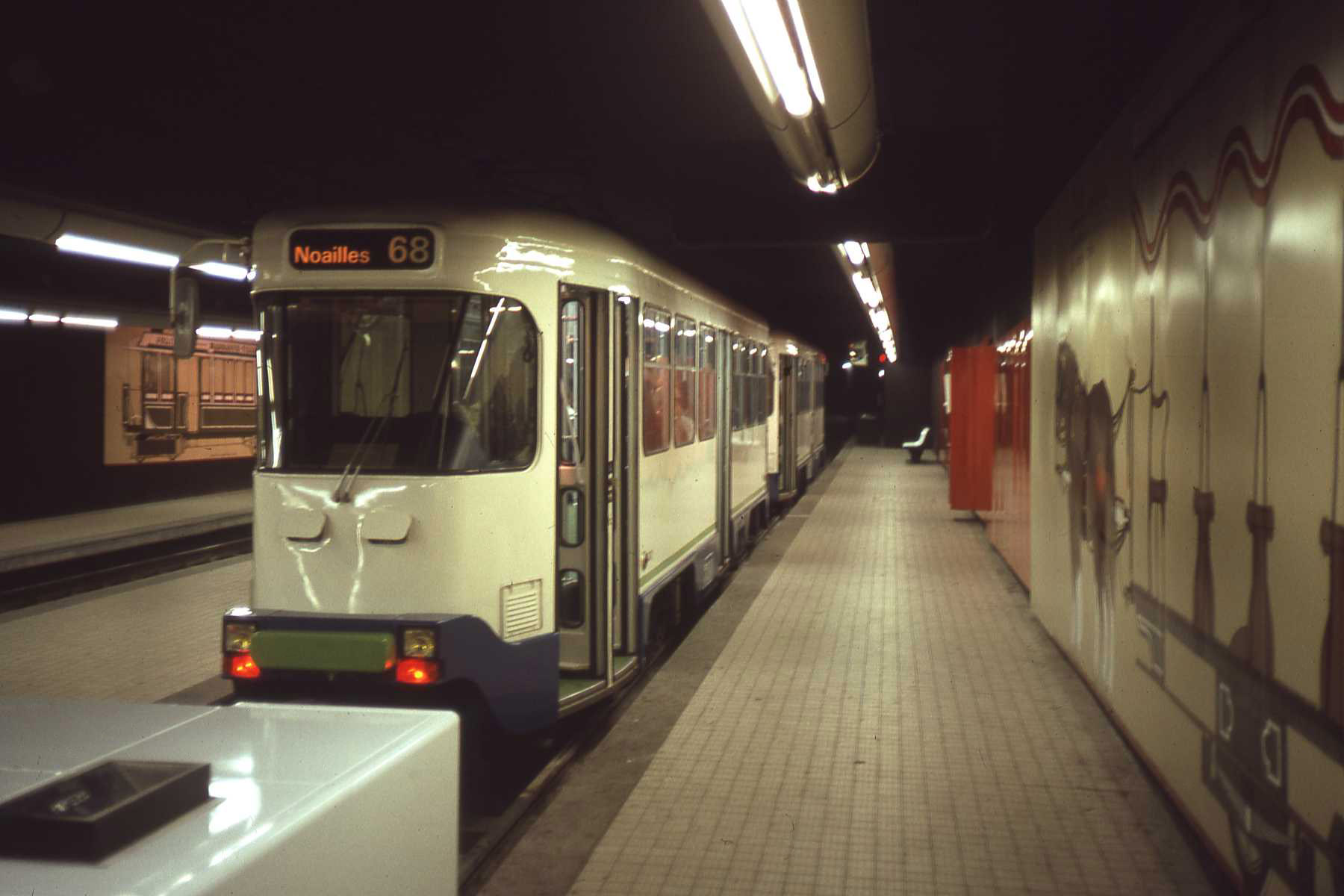
Le terminus de l’ancien tramway jusqu’en 2004

En 1942-1943, la CGFT propose un prolongement du réseau souterrain par la construction de deux nouveaux tunnels sous la ville et de deux gares souterraines: Noailles et Bourse (station sous forme de grande boucle centrale). Les difficultés financières de la Seconde Guerre Mondiale empêchent la réalisation de projet.
Après la Seconde Guerre mondiale, le réseau de tramway est progressivement abandonné au profit d'autobus, à l'exception de la ligne 68 qui continue d'emprunter le tunnel et de desservir la gare.

### Construction du métro
Dans les années 1970, la ville construit un réseau de métro et une station de la ligne 2, dessert la gare de Noailles à partir de 1984. Pour permettre une meilleure interconnexion entre métro et tramway, le terminus du 68 est alors déplacé et le hall de la gare devient un accès aux stations de métro et de tramway.
Pendant vingt ans, la gare accueillait un musée retraçant l'histoire des transports urbains de Marseille. Une ancienne rame de tramway était exposée sur la troisième voie du quai du 68,.

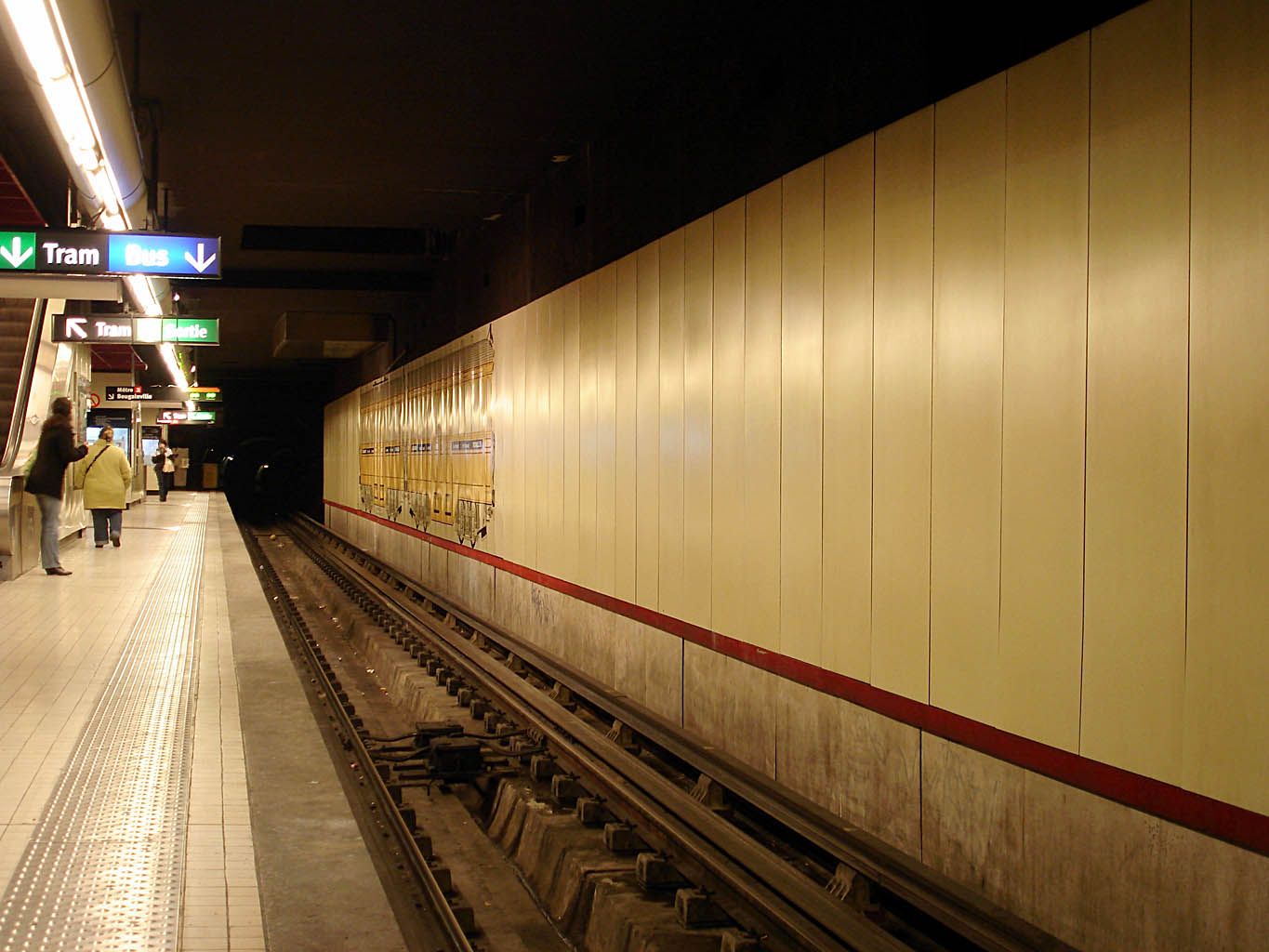
La nouvelle station de métro Noailles

### Rénovation du tramway
En 2004, l'exploitation de la ligne 68 cesse pour permettre la construction du nouveau réseau de tramway qui nécessite notamment la rénovation du tunnel et du quai tramway. Le terminus de la nouvelle ligne 1 est rouvert à Noailles le 28 septembre 2008.

## Architecture et équipements
La gare Noailles constitue une des quatre entrées de la station de métro et de tramway de Noailles. La station de métro est l'œuvre de l'architecte Louis Dallest.

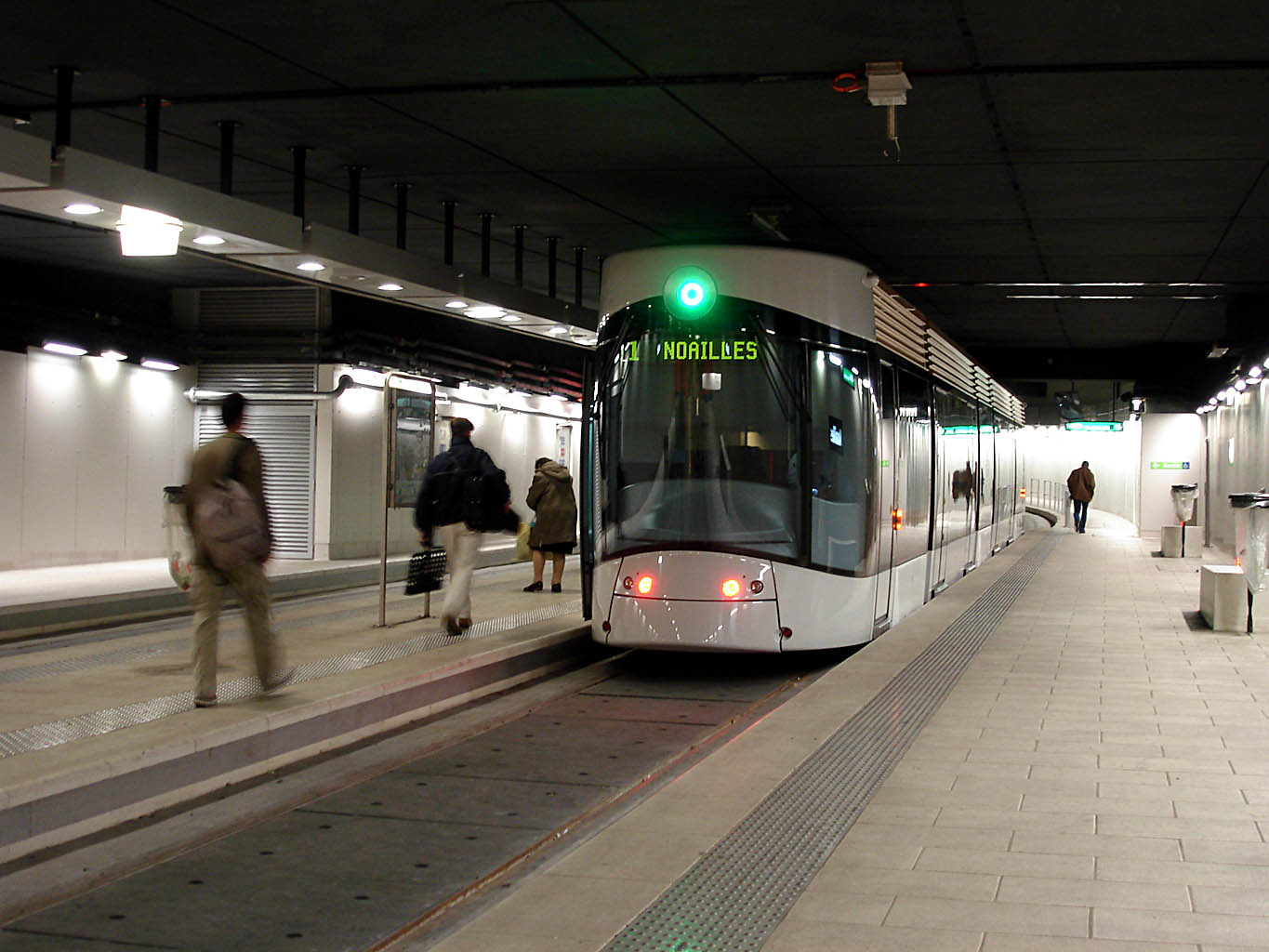
Le tramway au terminus Noailles en 2010
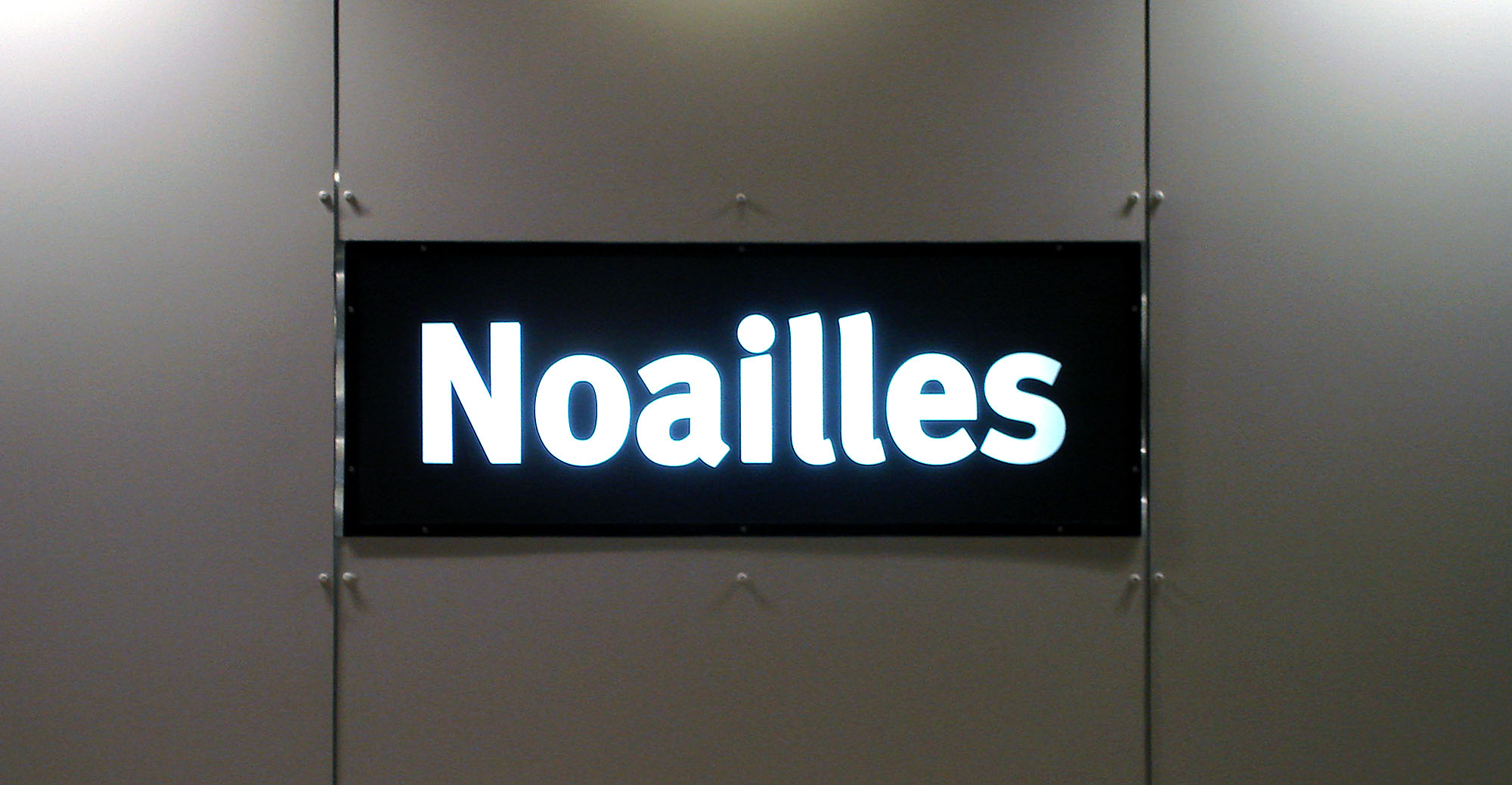
Panneau Noailles

## Sites desservis
- Le marché des Capucins
- La Canebière
- Le Lycée Thiers

## Services
- Service assuré du lundi au dimanche de 5h à 1h.
- Distributeurs de titres: possibilité de régler par billets, pièces, carte bancaire.
- Point accueil info RTM, ouvert tous les jours de 6h50 à 19h40.

## Correspondances bus
Arrêt Noailles situé Canebière
- en direction du Métro St Just.

Arrêt Noailles situé boulevard Dugommier
- en direction du Pharo.